# Gegants del Clot
Els Gegants del Clot són dos gegants, en Clotus i la Melis, que representen una parella de mags medievals.
Van vestits amb túniques vermelles i a les mans hi duen motius vinculats a la màgia. La combinació dels noms recorda el Clot de la Mel (Clotus Melis), un dels nuclis més antics del districte de Sant Martí que ja existia a l'època medieval.
Els gegants neixen el 1996 per substituir els vells gegantons del Clot, unes figures de roba del 1979 que portava la colla gegantera del barri com a gegants de motxilla. Els feu per encàrrec l'imatger Manel Casserras i Boix i s'estrenaren el novembre d'aquell mateix any a la festa major del Clot – Camp de l'Arpa, on no han faltat mai des de llavors.
En Clotus i la Melis tenen ball propi, amb música de Xavier Muixenc i coreografia de Jordi Vallverdú. Es poden veure any rere any a la seva trobada, per Sant Martí, coincidint amb la festa del barri, on fan d'amfitrions juntament amb els Gegants de Sant Josep de Calassanç, els de Pineta i els de La Verneda.
L'any 2000 s'hi va incorporar un nou membre, en Martí, un aprenent de mag entremaliat fill d'en Clotus i la Melis. Aquest gegantó, obra de Manel Casserras i Solé, es va construir per ser portat pels més joves de la colla i participa sovint en les desfilades i balls dels seus pares.
La Colla de Gegants del Clot, que pertany a la secció de cultura de l'Orfeó Martinenc, s'encarrega de portar i fer ballar les figures a les trobades i cercaviles de la ciutat. També treu el capgròs Charlie Rivel i té una colla de grallers que porten la música i el ritme de la festa i anuncien l'arribada dels gegants.